# ألين أحمر
الين احمر وهي ممثلة ومذيعة لبنانية من مواليد 24 / 9 في محافظة جبل لبنان في قرية رومية إحدى القرى اللبنانية التابعة قضاء المتن 

## سيرتها
عملت في عمر الخامسة عشر سنة  في مجالات عرض ألازياء والموضة وتصوير إلاعلانات، وبعدها شاركت في مسابقة ملكة جمال لبنان في العام 2005 وتأهلت للنهائيات، ثم عملت في مسرح الشونسونييه لمدة سبع سنوات، وعملت في التلفزيون مقدمة فقرة الطقس ومقدمة برامج على قناة MTV وهي ايضاً سيدة أعمال وتمتلك "براند سينما"وهي ماركة يونانية عالمية تمتلك وكالتها في لبنان، وترتدي منها مشاهير العالم العربي من بينهم هيفاء وهبي ومايا دياب

## اعمالها
1. مسلسل صبايا
2. عروس وعريس
3. فرحة ومرحة
4. مسرحية سين سين
5. مسلسل "رصيف الغرباء
6. مشاركتها في برنامج شادي وغابي التلفزيوني الكوميدي
7. مقدمة فقرة الطقس على قناة إم تي في
8. برنامج أغاني قناةMTV[3]